# María Fernanda Aristizábal
María Fernanda Aristizábal Urrea (Armenia, 19 de junio de 1997) es una modelo, reina de belleza, y presentadora de televisión colombiana, reconocida por haber representado al departamento del Quindío en la 67.ª edición del Concurso Nacional de Belleza, donde se alzó con el título de Señorita Colombia 2019-20, por lo que trabajó durante dos años en obras benéficas alrededor de todo el territorio nacional, durante este tiempo estaba prevista su participación en el certamen de Miss Universo 2020, pero debido a inconvenientes contractuales no pudo competir en el evento. Sin embargo, el 6 de abril de 2022, fue designada como Miss Universe Colombia 2022‚ convirtiéndose en delegada de su país para la 71.ª edición del Miss Universo.

## Biografía

### Primeros años y estudios
María Fernanda Aristizábal Urrea nació en Armenia, capital del departamento del Quindío. Es hija de Bernardo Alonso Aristizábal Franco y Bertha Lucía Urrea Posso.
Estudió en el Colegio San Luis Rey, y luego ingresó en la Universidad Católica Luis Amigó para cursar estudios de Comunicación Social‚ carrera de la cual se graduó en 2021. Además‚ se desempeña como modelo profesional, micro empresaria e influencer desde muy joven.

### Televisión
Debutó en televisión en el año 2024 como anfitriona del programa colombiano Desafío XX.

## Trayectoria en los concursos de belleza

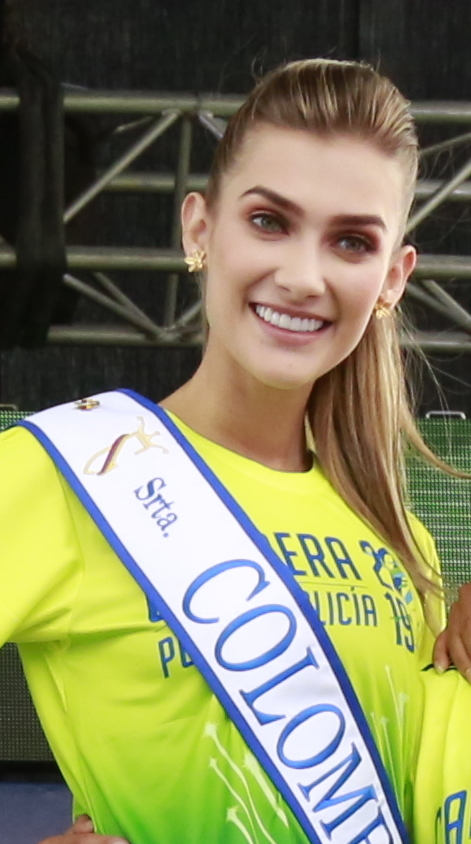
María Fernanda, como Señorita Colombia 2019-2020.

### Señorita Colombia 2019-20
María Fernanda Aristizábal inició su carrera como reina de belleza a mediados de 2019, tras ser elegida Señorita Quindío, título que le brindó la oportunidad de participar en el Concurso Nacional de Belleza, en representación de su departamento. La competencia dio inicio en noviembre del mismo año en la ciudad de Cartagena de Indias. Durante las actividades preliminares, Aristizábal se consagró como la gran favorita después de ganar varios premios especiales, incluyendo Reina de la Policía y Cuerpo más sano.
El 11 de noviembre fue llevada a cabo la noche de elección y coronación, donde la joven quindiana ingresó entre las diez primeras semifinalistas y luego en el top cinco. Finalmente, recibió la corona de Señorita Colombia 2019-20, convirtiéndose en la primera mujer de Quindío en ganar el título.
Entre sus compromisos como Señorita Colombia, se encontraba establecida su participación en el certamen Miss Universo. No obstante, luego de que la naciente organización Miss Universe Colombia obtuviera la franquicia nacional y no se lograra llegar a un acuerdo con el tradicional concurso de Cartagena, los propietarios de los derechos de selección y envío de la candidata tomaron la decisión de optar por una nueva representante, que fue elegida en noviembre de 2020.

### Miss Universo 2022

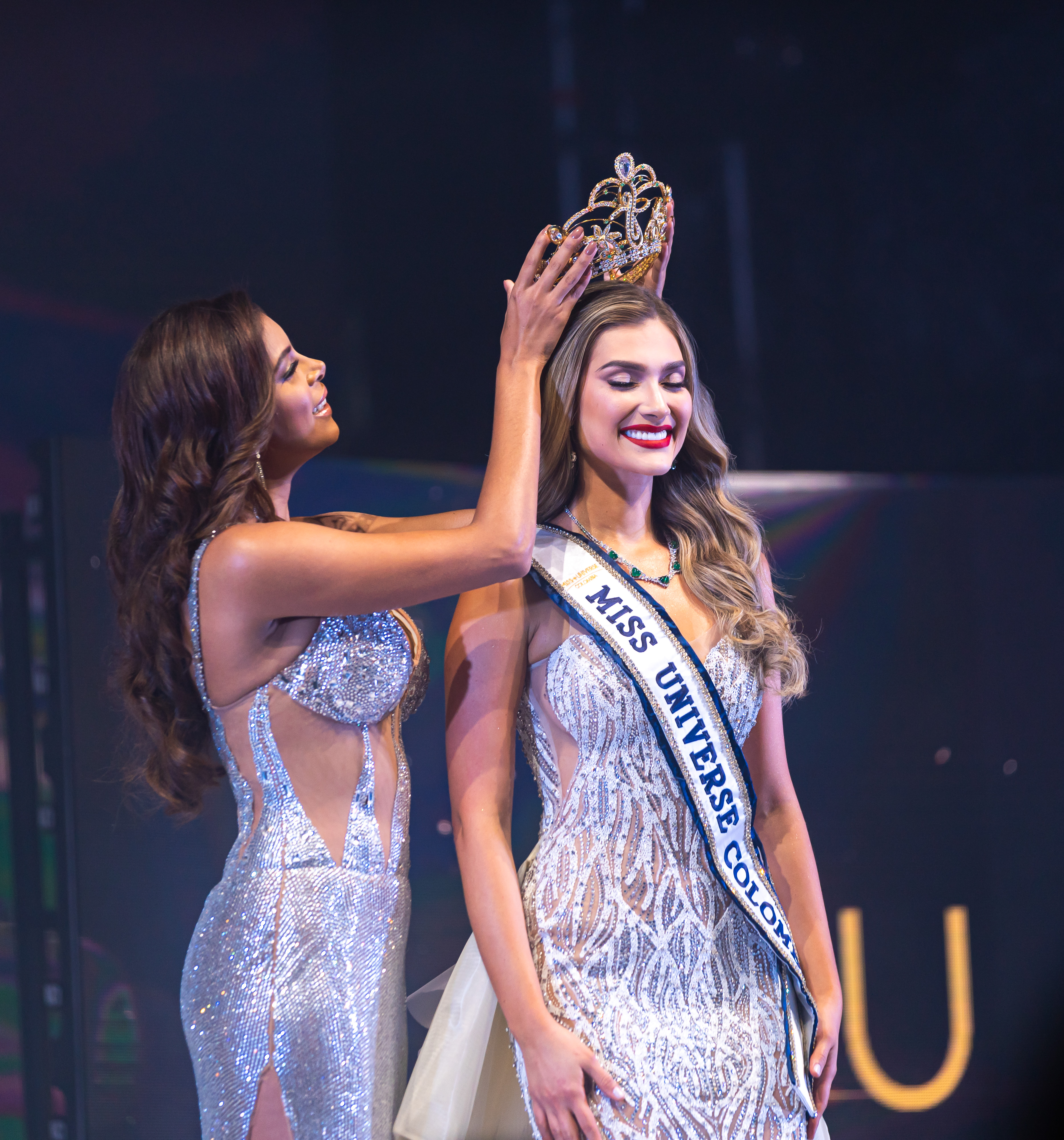
María Fernanda Aristizábal siendo coronada por Valeria Ayos como Miss Universe Colombia 2022.

Una vez culminado su período como Señorita Colombia, María Fernanda empezó conversaciones con la organización Miss Universe Colombia en cabeza de Natalie Ackermann para ser designada con el título de Miss Universe Colombia 2022‚ lo que permitió llegar a un acuerdo. El anuncio oficial tuvo lugar el 6 de abril de 2022 mediante una rueda de prensa, donde fue confirmada como la representante de Colombia en la edición 71 del certamen más importante del planeta, Miss Universo.
Durante la competencia destacó por ser una de las candidatas más preparadas y con mayor influencia en redes sociales al ser una voz líder acerca del cuidado del agua, por lo que durante la preliminar María Fernanda lució junto a su traje de baño una capa diseñada con el mensaje #SOSWater que busca concientizar acerca del acceso al agua potable en todo el mundo.
Aristizábal representó a su país en Miss Universo 2022. Contienda que fue llevada a cabo en Nueva Orleans, Estados Unidos, quedando dentro del Top 16.

## Filmografía

### Televisión
| Año  | Título                              | Rol          | Canal              | Ref    |
| ---- | ----------------------------------- | ------------ | ------------------ | ------ |
| 2025 | Desafío 2025: Desafío del Siglo XXI | Presentadora | Caracol Televisión | [ 21 ] |
| 2024 | Desafío XX                          | Presentadora | Caracol Televisión | [ 22 ] |